# Club Universidad Autónoma de Hidalgo
Club Universidad Autónoma de Hidalgo ist die Bezeichnung für die Fußballmannschaft der Universidad Autónoma de Hidalgo, auch verkürzt als U.A. de Hidalgo oder UAH bezeichnet, mit Sitz in Pachuca, der Hauptstadt des mexikanischen Bundesstaates Hidalgo. Heimspielstätte ist das Estadio Hidalguense.

## Geschichte
Die Universitätsmannschaft ist seit der Saison 2005/06 in der drittklassigen Segunda División vertreten, wo sie während der ersten drei Jahre der Zona Centro zugeordnet war und seit der Ligareform zu Beginn der Saison 2008/09 in der Liga de Nuevos Talentos vertreten ist.
Die Erfolge der Mannschaft stellten sich erst nach der Ligareform ein und gleich im ersten Turnier der Saison 2008/09 gewann sie – bei ihrer allerersten Teilnahme an der im Play-off-Verfahren ausgetragenen Meisterschaftsendrunde in der Apertura 2008 – die Meisterschaft durch einen Finalsieg (1:2 und 2:0) gegen den Stadtrivalen Alto Rendimiento Tuzo. Im Gesamtsaisonfinale verlor UAH gegen das América-Farmteam América Coapa (nach zweimal 0:0) mit 8:9 im Elfmeterschießen.
In der Clausura 2010 gewann UAH noch einmal die Meisterschaft und konnte sich im Finale diesmal in zwei torreichen Spielen (3:3 und 3:2) gegen América Coapa durchsetzen. Im anschließenden Gesamtsaisonfinale unterlag die Mannschaft erneut; diesmal gegen das B-Team der UAT Correcaminos.
Später erreichte UAH noch zweimal die Halbfinalspiele, wo man in der Apertura 2010 gegen die Cachorros UANL, Farmteam der UANL Tigres (0:2 und 0:0), und in der Apertura 2011 gegen América Coapa (2:2 und 1:2) unterlag.

## Erfolge
- Meister der Segunda División: Apertura 2008, Clausura 2010